# Khabuchi Corona
Khabuchi Corona est une corona, formation géologique en forme de couronne, située sur la planète Vénus par -11° S et 173° E. Elle est localisée dans le quadrangle de Diana Chasma. Elle a été nommée en référence à Khabuchi, déité de la naissance, Avarian/Andalalan (Daghestan). 

## Géographie et géologie
Khabuchi Corona couvre une surface circulaire d'environ 285 km de diamètre. 